# Eucatopta heringi
Eucatopta heringi är en insektsart som beskrevs av Karsch 1889. Eucatopta heringi ingår i släktet Eucatopta och familjen vårtbitare. Inga underarter finns listade i Catalogue of Life.